# Madou (métro de Bruxelles)
Pour les articles homonymes, voir Madou.
Madou est une station des lignes 2 et 6 du métro de Bruxelles située à Bruxelles, sur les communes de Bruxelles-ville et Saint-Josse-ten-Noode.

## Situation
La station de métro est située à proximité de la place Madou, nommée en hommage au peintre Jean-Baptiste Madou, dans l'axe de la petite ceinture.
Elle est située entre les stations Arts-Loi et Botanique sur les lignes 2 et 6.

## Service aux voyageurs

### Accès
La station compte quatre accès :
- Accès no 1 : situé place Madou (accompagné d'un escalator) ;
- Accès no 2 : situé boulevard Bischoffsheim ;
- Accès no 3 : situé avenue de l'Astronomie ;
- Accès no 4 : situé à l'angle de l'avenue de l'Astronomie et de la rue Scailquin (accompagné d'un escalator).

### Quais
La station est de conception classique avec deux voies encadrées par deux quais latéraux.

### Intermodalité
La station est desservie par les lignes 29, 63, 65 et 66 des autobus de Bruxelles, par les lignes R90, 318 et 410 du réseau De Lijn et, la nuit, par la ligne N05 du réseau Noctis.

## À proximité
- Musée Charlier